# Juan Carlos Cobos
Juan Carlos Cobos (nombre real: Lorenzo Joaquín Pires; Punta Alta, 5 de junio de 1928 – Buenos Aires, 10 de noviembre de 1999) fue un cantante, letrista y compositor argentino, reconocido por su interpretación en la Orquesta Típica Osvaldo Pugliese durante la década de 1950.

## Biografía
Nacido en Punta Alta, provincia de Buenos Aires, Cobos se trasladó a La Plata en su niñez, donde completó estudios técnicos en un colegio industrial. Su inclinación hacia la música lo llevó a estudiar guitarra y canto en un conservatorio local.
A los 17 años, debutó con el Cuarteto Lucini de La Plata, y posteriormente se unió a la orquesta del pianista Ernesto Darío Saborido. Más tarde, integró la orquesta dirigida por Alberto Forti y Jorge Parodi, cantando junto a Jorge Miranda. En ese período Cobos usó el nombre artístico Alberto Ortiz.
A partir de 1951, el cantor Jorge Vidal abandonó la Orquesta Típica Osvaldo Pugliese siendo reemplazado por Alberto Morán. En 1953, Pugliese decidió incorporar a otro cantor y organizó una selección. Motivado por sus amigos, Cobos se presentó y fue elegido tras algunas pruebas, comenzando en marzo de ese año con su nombre artístico definitivo: Juan Carlos Cobos.

## Carrera con Osvaldo Pugliese
Durante su breve pero significativa participación en la orquesta de Pugliese, Cobos grabó siete temas entre mayo de 1953 y mayo de 1954.
- Caminito soleado, interpretada a dúo con Alberto Morán
- Milonguera (José María Aguilar). Este tema se convirtió en su gran éxito
- Olvidao (Guillermo Barbieri, Enrique Cadícamo)
- Es preciso que te vayas (Juan Carlos Cobián, Celedonio Flores)
- Picaneao (Héctor Baldi, Enrique Cadícamo)
- No es más que yo (Luis Mandarino, Enrique Dizeo)
- Te aconsejo que me olvides (Pedro Maffia, Jorge Curi)

En un homenaje realizado en 1985 en Canal 9, Osvaldo Pugliese destacó a Cobos como uno de los pocos cantores que se adaptaron profundamente al estilo de su orquesta, junto con Roberto Chanel y Alberto Morán.
Juan Carlos Cobos falleció el 10 de noviembre de 1999 en La Plata.

## Discografía destacada
| Año  | Tema                       | Compositores                         |
| ---- | -------------------------- | ------------------------------------ |
| 1953 | Milonguera                 | José María Aguilar                   |
| 1953 | Es preciso que te vayas    | Juan Carlos Cobián, Celedonio Flores |
| 1953 | Olvidao                    | Guillermo Barbieri, Enrique Cadícamo |
| 1953 | Picaneao                   | Héctor Baldi, Enrique Cadícamo       |
| 1953 | No es más que yo           | Luis Mandarino, Enrique Dizeo        |
| 1954 | Te aconsejo que me olvides | Pedro Maffia, Jorge Curi             |
| 1954 | Caminito soleado           | Carlos Gardel, Alfredo Le Pera       |